# Луцій Амбівій Турпіон
Луцій Амбівій Турпіон (*Lucius Ambivius Turpio, II ст. до н. е.) — давньоримський актор часів Римської республіки.

## Життя й творчість
Про життя майже немає відомостей. Народився ймовірно у Римі. Заснував й тривалий час очолював театральну трупу. Уславився, виступаючи у творах Теренція. Водночас був відомий як режисер і меценат. Сучасники високо цінували майстерність Турпіона, порівнювали його з відомим актором Росцій. Відзначався живою і зворушливою грою. За Теренція він був уже людиною літньою і обтяжувався ролями, що вимагали великої фізичної напруги.